# Интерлевкин
Интерлевкините са група цитокини, за които първоначално е установено, че се експресират от бели кръвни клетки (левкоцити). Терминът интерлевкин произлиза от (inter-) „като средство за комуникация“, и (-leukin), произтичащо от факта, че много от тези протеини се произвеждат от левкоцити (leukocyte) и действа на левкоцити. Като много други биологични термини се оказва че името им не описва точно свойствата им. Оттогава е било установено, че интерлевкини са произвеждат от голямо разнообразие от клетки в организма. Функционирането на имунната система зависи в голяма част на интерлевкините и при някои редки заболявания се наблюдава недостиг на някои от тях, водещо до автоимунни заболявания или имунен дефицит. По-голямата част от интерлевкинитe се синтезират от хелперните CD4 Т-лимфоцити, както и от моноцити, макрофаги, и ендотелните клетки. Те спомагат развитието и диференциацията на T, B лимфоцити и хемопоетични клетки.
Известно е също, че интерлевкинови рецептори по астроцити в хипокампуса са включени в изграждането на пространствени спомени в мишки.

## Човешки интерлевкини
| Име            | Секретиран от                                                                                   | Рецептор                             | Клетка мишена                                                         | Функция |
| IL-1           | макрофаги, B-клетки, моноцити, дендритни клетки                                                 | CD121a/IL1R1, CD121b/IL1R2           | Т хелпери                                                             | ко-стимулация |
| IL-1           | макрофаги, B-клетки, моноцити, дендритни клетки                                                 | CD121a/IL1R1, CD121b/IL1R2           | B-клетка                                                              | съзряване & пролиферация |
| IL-1           | макрофаги, B-клетки, моноцити, дендритни клетки                                                 | CD121a/IL1R1, CD121b/IL1R2           | NK клетки                                                             | активация |
| IL-1           | макрофаги, B-клетки, моноцити, дендритни клетки                                                 | CD121a/IL1R1, CD121b/IL1R2           | макрофаги, ендотел, други                                             | възпаление, малки количества предизвикват остра реакция, големи количества предизвикат треска |
| IL-2           | Th1-клетки                                                                                      | CD25/IL2RA, CD122/IL2RB, CD132/IL2RG | активирани T-клетки и B-клетки, NK клетки, макрофаги, Олигодендроцити | стимулира растежа и диференциацията на T клетъчния отговор. Може да се използва за имунотерапия за лечение на рак или имуносупресия след трансплантация. Също е използван в клинични проучвания за повишаване на броя на CD4 при ХИВ-позитивни пациенти. |
| IL-3           | активирани T хелпери, мастоцити, NK клетки, ендотел, еозинофили                                 | CD123/IL3RA, CD131/IL3RB             | хематопоетични стволови клетки                                        | диференциация и пролиферация на миелоидни прогениторни клетки to e.g. еритоцити, гранулоцити |
| IL-3           | активирани T хелпери, мастоцити, NK клетки, ендотел, еозинофили                                 | CD123/IL3RA, CD131/IL3RB             | мастоцити                                                             | растеж и освобождаване на хистамин |
| IL-4           | Th2-клетки, непосредствено активирани CD4+ клетки, CD4+ клетки на паматта, мастоцити, макрофаги | CD124/IL4R, CD132/IL2RG              | активирани B-клетки                                                   | пролиферация и диференциация, IgG1 и IgE синтеза. алергични реакции (IgE) |
| IL-4           | Th2-клетки, непосредствено активирани CD4+ клетки, CD4+ клетки на паматта, мастоцити, макрофаги | CD124/IL4R, CD132/IL2RG              | T-клетки                                                              | пролиферация |
| IL-4           | Th2-клетки, непосредствено активирани CD4+ клетки, CD4+ клетки на паматта, мастоцити, макрофаги | CD124/IL4R, CD132/IL2RG              | ендотел                                                               | |
| IL-5           | Th2-клетки, мастоцити, еозинофили                                                               | CD125/IL5RA, CD131/IL3RB             | еозинофили                                                            | продукция |
| IL-5           | Th2-клетки, мастоцити, еозинофили                                                               | CD125/IL5RA, CD131/IL3RB             | B-клетки                                                              | диференциация, продукция на IgA |
| IL-6           | макрофаги, Th2-клетки, B-клетки, астроцити, ендотел                                             | CD126/IL6RA, CD130/IR6RB             | активирани B-клекти                                                   | диференциация в плазматични клетки |
| IL-6           | макрофаги, Th2-клетки, B-клетки, астроцити, ендотел                                             | CD126/IL6RA, CD130/IR6RB             | плазматични клетки                                                    | секреция на антитела |
| IL-6           | макрофаги, Th2-клетки, B-клетки, астроцити, ендотел                                             | CD126/IL6RA, CD130/IR6RB             | хематопоетични стволови клетки                                        | диференциация |
| IL-6           | макрофаги, Th2-клетки, B-клетки, астроцити, ендотел                                             | CD126/IL6RA, CD130/IR6RB             | T-клетки, други                                                       | индуцира реакция на остра фаза, хематопоеза, клетъчна диференциация, възпаление |
| IL-7           | стромални клетки на костния мозък и тимуса                                                      | CD127/IL7RA, CD132/IL2RG             | пре-/про-B-клетки, пре-/прo-T клетки, NK клетки                       | диференциация и пролиферация на лимфоидни прогениторни клетки, увеличение на провъзпалителните цитокини |
| IL-8 или CXCL8 | мактофаги, лимфоцити, епителни клетки, ендотелни клетки                                         | CXCR1/IL8RA, CXCR2/IL8RB/CD128       | неутрофили, базофили, лимфоцити                                       | неутрофилен хемотаксис |
| IL-9           | Th2-клекти, особено CD4+ хелперни клетки                                                        | CD129/IL9R                           | T-клетки, B-клекти                                                    | Секреция IgM, IgG, IgE, стимулира мастоцити |
| IL-10          | моноцити, [[Th2-клекти, CD8+ T-клетки, мастоцити, макрофаги, B-клекти subset                    | CD210/IL10RA, CDW210B/IL10RB         | макрофаги                                                             | продукция на цитокини |
| IL-10          | моноцити, [[Th2-клекти, CD8+ T-клетки, мастоцити, макрофаги, B-клекти subset                    | CD210/IL10RA, CDW210B/IL10RB         | B-клетки                                                              | активация |
| IL-10          | моноцити, [[Th2-клекти, CD8+ T-клетки, мастоцити, макрофаги, B-клекти subset                    | CD210/IL10RA, CDW210B/IL10RB         | мастоцити                                                             | |
| IL-10          | моноцити, [[Th2-клекти, CD8+ T-клетки, мастоцити, макрофаги, B-клекти subset                    | CD210/IL10RA, CDW210B/IL10RB         | [[Th1-клекти                                                          | потиска Th1 цитокиновата продукция (IFN-γ, TNF-β, IL-2) |
| IL-10          | моноцити, [[Th2-клекти, CD8+ T-клетки, мастоцити, макрофаги, B-клекти subset                    | CD210/IL10RA, CDW210B/IL10RB         | [[Th2-клекти                                                          | стимулация |
| IL-11          | строма на костния мозък                                                                         | IL11RA                               | строма на костния мозък                                               | продукция на протеин на острата фаза, изграждане на остеокласи |
| IL-12          | дендритни клекти, B-клекти, T-клекти, макрофаги                                                 | CD212/IL12RB1, IR12RB2               | активирани Т-клекти,                                                  | диференциация в цитотоксични T-клекти с IL-2, увеличава секрецията на IFN-γ, TNF-α, намалява IL-10 |
| IL-12          | дендритни клекти, B-клекти, T-клекти, макрофаги                                                 | CD212/IL12RB1, IR12RB2               | NK клекти                                                             | ↑ IFN-γ, TNF-α |
| IL-13          | активирани Th2-клекти, мастоцити, NK клекти                                                     | IL13R                                | TH2-клекти, B-клекти, макрофаги                                       | стимулира растежа и диференциацията на B-клекти (IgE), потиска TH1-клекти и продукцията макрофагиален цитокин на възпалението (напр. IL-1, IL-6), ↓ IL-8, IL-10, IL-12)                                                                                  |
| IL-14          | T-клекти и някои малигнени B-клекти                                                             |                                      | активирани B-клекти                                                   | контролира растежа и пролиферацията на B-клекти, потиска секрецията на Ig |
| IL-15          | мононукеарни моноцити (и други), особено макрофаги след вирусни инфекции                        | IL15RA                               | T-клекти, активирани B-клекти                                         | увеличава продукцията на Nk клекти |
| IL-16          | лимфоцити, епителни клекти, еозинофили, CD8+ T-клекти                                           | CD4                                  | CD4+ T-клекти (Th-клекти)                                             | CD4+ хемоатрактант |
| IL-17          | Th17-клекти                                                                                     | CDw217/IL17RA, IL17RB                | епител, ендотел, други                                                | производство на остеокласи, ангиогенеза, повишава провъзпалителните цитокини |
| IL-18          | макрофаги                                                                                       | CDw218a/IL18R1                       | Th1-клекти, NK клекти                                                 | увеличава производството на IFNγ, увеличава NK активността |
| IL-19          | –                                                                                               | IL20R                                |                                                                       | - |
| IL-20          | активирани каратиноцити и моноцити                                                              | [IL20R                               |                                                                       | регулира пролиферацията и диференциацията на кератиноцити |
| IL-21          | активирани T-хелпери, NKT-клекти                                                                | IL21R                                | всички лимфоцити, дендритни клекти                                    | косимулира активацията и пролиферацията на CD8+ T-клекти, усилва NK цитотоксичност, усилва CD40-индуцурана B-клетъчна пролиферация, диференциация и превключване на имуноглобулиновия изотип, спомага диференциацията на Th17 клекти                     |
| IL-22          | -                                                                                               | IL22R                                |                                                                       | Активира STAT1 и STAT3 и увеличава продукцията на протеина на острата фаза като серумен амилоид A, алфа 1-антихимотрипсин и хаптогобин в хепатомни клетъчни линии                                                                                        |
| IL-23          | -                                                                                               | IL23R                                |                                                                       | Усилва ангиогенезата, но намалява инфилтрацията на CD8 T-клекти |
| IL-24          | -                                                                                               | IL20R                                |                                                                       | Важна роля в туморната супресия, лечения на рани и спориазис чрез засилено клетъчно оцеляване |
| IL-25          | -                                                                                               | LY6E                                 |                                                                       | увеличава продукцията на IL-4, IL-5 и IL-13, които стимулират еозинофиловата експанзия |
| IL-26          | -                                                                                               | IL20R1                               |                                                                       | увеличава секрецията на IL-10 и IL-8 и експресията на CD54 по клетъчната повърхност на епителни клетки |
| IL-27          | –                                                                                               | IL27RA                               |                                                                       | Намалява активността на B-клетки и T-клекти |
| IL-28          | -                                                                                               | IL28R                                |                                                                       | Имунна защита срещу вируси |
| IL-29          | -                                                                                               |                                      |                                                                       | Имунна защита срещу микробии |
| IL-30          | -                                                                                               |                                      |                                                                       | формира една верига на IL-27 |
| IL-31          | -                                                                                               | IL31RA                               |                                                                       | Има роля при възпалението на кожата |
| IL-32          | -                                                                                               |                                      |                                                                       | Стимулира моноцити и макрофаги да секретиратTNF-α, IL-8 и CXCL2 |
| IL-33          | –                                                                                               |                                      |                                                                       | Стимулира T-хелперите да продуцират тип 2 цитокини |
| IL-35          | регулаторни T-клетки                                                                            |                                      |                                                                       | Супресия на T-клетъчна активация |
| IL-36          | –                                                                                               |                                      |                                                                       | Регулира отговорите на дендритни клекти и Т-клекти |